# Русакевич, Владимир Васильевич
Владимир Васильевич Русакевич (род. 13 сентября 1947; с. Выгонощи Ивацевичского района Брестской области, БССР) — белорусский политик, бывший министр информации Беларуси.

## Биография
Родился 13 сентября 1947 года в деревне Выгонощи Ивацевичского района Брестской области. Белорус.
Окончил биолого-химический факультет Гродненского педагогического института (1970, с отличием), Гродненский сельскохозяйственный институт (1983), Минскую ВПШ (1983). Почётный доктор Брестского государственного университета им. А. С. Пушкина (1994), доктор философии Международной академии информационных технологий (1998). Владеет немецким, польским языками.
Трудовую деятельность начал в 1963 году заведующим библиотекой, учителем в Хотыницкой средней школе Ганцевичского района. Был директором Турнянской восьмилетней школы Ивацевичского района (1970—1971).
Занимал ряд руководящих постов в комсомольских, партийных, советских органах власти: был председателем Ганцевичского райисполкома, заместителем председателя Брестского облисполкома.
С 1994 года — заместитель премьер-министра Республики Беларусь (курировал культуру, образование, науку, спорт, здравоохранение, социальную защиту), затем первый заместитель главы Администрации президента Республики Беларусь (1997—2000, курировал вопросы кадровой работы).
С июля 2000 года — Чрезвычайный и Полномочный Посол Республики Беларусь в Китайской Народной Республике.
Указом Президента Республики Беларусь N 351 от 6 августа 2003 года назначен Министром информации Республики Беларусь.
4 декабря 2009 года Указом Президента Республики Беларусь освобождён от должности Министра информации.
Депутат районного, областного Советов депутатов (1973—1994), Верховного Совета Беларуси (1990—1995), член Комиссии по вопросам работы Советов народных депутатов и развития самоуправления; с марта по декабрь 1994 г. — заместитель председателя Верховного Совета; народный депутат СССР (1991).
С 2007 года Русакевич находится в санкционном списке США. В 2006—2008 и 2011—2013 годах против Русакевича действовали санкции Европейского Союза.

## Награды
- Орден Почёта (2000).
- Орден Франциска Скорины (2007).

## Семья
Женат, трое детей.